# Pigáda
 (signalé en mai 2025).
Si vous disposez d'ouvrages ou d'articles de référence ou si vous connaissez des sites web de qualité traitant du thème abordé ici, merci de compléter l'article en donnant les références utiles à sa vérifiabilité et en les liant à la section « Notes et références ».
- Archive Wikiwix
- Bing
- Cairn
- DuckDuckGo
- E. Universalis
- Gallica
- Google
- G. Books
- G. News
- G. Scholar
- Persée
- Qwant
- (zh) Baidu
- (ru) Yandex
- (wd) trouver des œuvres sur Wikidata

Pigáda, en grec moderne : Πηγάδα, est l'un des plus anciens quartiers du Pirée en Grèce. Il est situé sur une petite colline, presque au centre de la péninsule du Pirée, en direction de Kallípoli. Son nom est dû à un grand puits qui a été creusé à cet endroit lors des premières installations de réservoirs d'eau douce, et qui est resté ouvert pendant un certain temps, donnant l'impression d'un immense puits. Lorsque le Pirée a commencé à être habité, le site de ce quartier est resté presque toujours désert, c'était un pâturage, et seuls trois moulins existaient avec quelques arbres au sommet. Lentement, cette zone a commencé à être construite et formée en un quartier.